# Protosticta reslae
Protosticta reslae är en trollsländeart som beskrevs av Van Tol 2000. Protosticta reslae ingår i släktet Protosticta och familjen Platystictidae. Inga underarter finns listade i Catalogue of Life.